# Tizi
Tizi là một đô thị thuộc tỉnh Mascara, Algérie. Dân số thời điểm năm 2002 là 10.915 người.